# Paléoaméricains

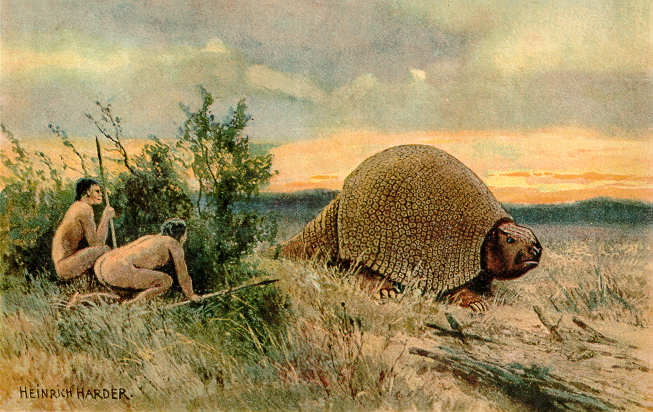
Représentation d'indigènes près d'un Glyptodon, The Wonderful Paleo Art par Heinrich Harder, vers 1920.

Les Paléoaméricains sont une population d'Hommes modernes qui a peuplé les Amériques pendant la dernière période glaciaire, avant l'arrivée des Paléoindiens, ancêtres des actuels Amérindiens. L'existence des Paléoaméricains est déduite de la mise au jour dans différentes régions du continent américain de sites archéologiques de plus en plus anciens, bénéficiant désormais de datations solides allant de 17 000 à 40 000 ans, tandis que les études génétiques donnent à la population souche des Amérindiens actuels, d'origine nord-asiatique, une ancienneté d'environ 24 000 ans.

## Définition
Les Paléoaméricains ont vécu en Amérique à la fin du Pléistocène supérieur, et représentent la population du premier Paléolithique supérieur américain,. Ils ont précédé les Paléoindiens, ancêtres des actuels Amérindiens.

## Faune du Pléistocène supérieur
La faune américaine du Pléistocène supérieur comprenait une mégafaune aujourd'hui disparue. Parmi ces animaux vivaient des herbivores comme les équidés (Equus caballus), des camélidés (paléo-lama et guanaco), des mastodontes comme les mammouths, des paresseux géants (Megatherium et Mylodon), des tatous géants comme le Glyptodon et des carnivores tels que le Smilodon (tigre à dents de sabre).
Cette mégafaune a presque entièrement disparu du continent au cours de la période Clovis et dans les millénaires qui ont suivi.

## Historique
Les études craniologiques sur des squelettes fossiles anciens, en vogue dans les années 1990, sont tombées en désuétude à partir des années 2010, les résultats des analyses génétiques contredisant la plupart de leurs hypothèses. Ainsi, le chercheur brésilien André Strauss, de l'Institut Max-Planck, considère que « la forme du crâne n'est pas un marqueur fiable d'ancestralité ou d'origine géographique. La génétique est la meilleure base pour ce type d'inférence ».

## Génétique
En 2018, une étude de l'ADN de deux squelettes fossiles de nourrissons, trouvés à Upward Sun River (en), en Alaska, a mis en évidence la présence, il y a 11 500 ans, d'une population dite basale, c'est-à-dire dont les gènes ne se retrouvent pas dans les populations amérindiennes actuelles, mais qui partage la même ascendance nord-asiatique. Selon cette même étude, les Paléoindiens du Canada et du reste de l'Amérique se seraient génétiquement séparés il y a environ 16 000 ans, à partir d'une souche commune située en Amérique du Nord.
Une étude génétique de Cosimo Posth et al., publiée en 2018 dans la revue Cell, ayant séquencé l'ADN extrait de fossiles provenant de Lagoa Santa, dans le Minas Gerais (Brésil), un ensemble de sites préhistoriques incluant celui de Luzia, a montré que ces spécimens ont une origine amérindienne. Deux d'entre eux ont le même haplogroupe d’ADNmt (D4h3a) qu'Anzick-1 (en), nom donné à des restes fossiles datés de 12 600 ans AP trouvés dans le Montana (États-Unis). D'autres spécimens de Lagoa Santa appartiennent à l'haplogroupe des ADNmt A2, B2, C1d1, et trois des individus de Lagoa Santa ont le même haplogroupe de chromosome Y (Q1b1a1a1 - M848) que la momie de la grotte de l'Esprit (États-Unis), datée de 10 600 ans AP. Les résultats de l'étude de Cosimo Posth montrent l'absence complète de lien entre les spécimens de Lagoa Santa analysés et les populations d'Australasie. Au contraire, la génétique montre que les individus de Lagoa Santa étaient complètement amérindiens.
Si les études génétiques montrent que certaines populations amérindiennes (notamment les Aléoutes, les Suruí et Karitiana du Brésil, et les Athabaskans) sont un peu plus proches statistiquement des populations australo-mélanésiennes que ne le sont les autres populations amérindiennes, ces données restent conformes au modèle de migration unique pour tous les Amérindiens, avec un possible flux de gènes ultérieur provenant de sources asiatiques. Les populations amérindiennes actuelles figurent toutes en dehors des variations génétiques des Océaniens.
Les études génétiques actuelles montrent qu'il existe une divergence profonde parmi les populations de l'Eurasie orientale, remontant à plus de 40 000 ans, entre un ensemble de populations issues de groupes liés à l'Homme de Tianyuan et des populations ayant des affinités avec les peuples autochtones du Sud-Est de l'Eurasie et de l'Australie (nommées en anglais Ancestral Ancestral South Indians AASI) comme les Onges, les Négritos de Malaisie et des Philippines et les Océaniens. Les populations modernes d'Asie de l'Est et du Sud-Est, comme celles qui ont migré vers le continent américain, peuvent être considérées comme un mélange entre ces deux groupes, sous diverses impulsions et vagues.
Les Amérindiens actuels sont plus apparentés aux individus de la culture de Boisman qu'aux autres populations d'Asie de l'Est. Ces résultats suggèrent que cette culture est liée aux populations qui sont à l'origine du peuplement paléoindien des Amériques.

## Sites archéologiques
De plus en plus de sites archéologiques bien datés et situés au sud de l'inlandsis laurentidien, des États-Unis à la Terre de Feu, ont cependant livré des datations antérieures à 16 000 ans avant le présent (AP).
Les fouilles du site de la Caverne de Babisuri, en Basse-Californie (Mexique), ont livré de nombreux artéfacts (outils, bois brulés, coquillages travaillés), dont la datation approche les 40 000 ans AP.